# 2020 VT1
2020 VT1とは、火星の一時的な馬蹄形軌道をとるアモール群に属する地球近傍天体として分類されている小さな小惑星である。

## 発見
2020 VT1は、J. Bulger、K. Chambers、T. Lowe、A. Schultz、M. Willmanらによりパンスターズサーベイを使用して発見された。2021年1月20日の時点で、24日間の観測アークで28回観測されている。

## 軌道
2020 VT1は、現在アモール群の軌道にある。軌道長半径は1.5231天文単位で火星に似ているが、軌道離心率の値は0.16702と低く、軌道傾斜角は18.717°で中程度となっている。